# Rádio Ecclesia
Rádio Ecclesia – Emissora Católica de Angola – ist ein von der Katholischen Kirche von Angola in Luanda gegründeter und getragener Rundfunksender. 
Das Sendestudio befindet sich am Sitz der Bischofskonferenz von Angola und São Tomé in der Rua Comandante Bula im Stadtteil São Paulo (Luanda). Es wird über Mittelwelle, Kurzwelle, UKW und im Internet ein 24-stündiges Programm ausgestrahlt. Frequenz in der Hauptstadt Luanda: 97,5 MHz. 
Die Erstsendung war am 8. Dezember 1954 mit Hilfe eines bescheidenen 50-Watt-Kurzwellensenders. Tägliches Programm wurde ab 19. März 1955 ausgestrahlt. Nach dem Abzug der Portugiesen und dem Beginn der Unabhängigkeit Angolas im November 1975 wurde der Sender ab 1979 verstaatlicht und erst 1997 wieder an die Kirche zurückgegeben. Während dieser Zeit musste ein Großteil der Mitarbeiter das Land verlassen; nur mit einer kleinen Equipe konnte ein Programm aufrechterhalten werden.
Rádio Ecclesia gilt als unabhängiges Radio mit der größten Verbreitung in Angola. Der eigene Anspruch ist, die Verbreitung der Werte des Evangeliums sicherzustellen und allen Angolanern das Recht auf Information zu garantieren. Die Radiostation darf laut angolanischem Gesetz nicht landesweit senden, da nichtstaatliche Radiosender nur in jenen Provinzen ihr Programm ausstrahlen können, in denen sie ihren Sitz haben.

## Konflikt mit staatlichen Institutionen
Rádio Ecclesia greift „heiße Themen“ auf, wie Korruption in öffentlichen Institutionen; Kinder, die beim Stöbern in den Müllhaufen in Luandas Deponien von Hunden angefallen werden, oder Reportagen über das Schicksal von Flüchtlingen des Bürgerkriegs, die durch Bauprojekte chinesischer und brasilianischer Investoren obdachlos wurden. Diese Berichterstattung führte wiederholt zu Auseinandersetzungen mit der Angolanischen Regierung.

## Quelle
- Homepage Rádio Ecclesia
- Homepage Bischofskonferenz Angola und São Tomé
- Bericht verschiedener Quellen über Konflikt Kirche/Staat in Angola (PDF; 191 kB)